# 紫黑早熟禾
紫黑早熟禾（学名：Poa nigropurpurea）为禾本科早熟禾属下的一个种。